# Laissey
Laissey est une commune française située dans le département du Doubs, la région culturelle et historique de Franche-Comté et la région administrative Bourgogne-Franche-Comté. 
Ses habitants se nomment les Laisséens et Laisséennes.

## Géographie
Le village de Laissey s'est implanté dans un méandre de la vallée encaissée du Doubs, située entre les plateaux de Roulans et Bouclans. Il est surplombé par le Mont Souvance en rive droite et la Côte de Vaite en rive gauche.

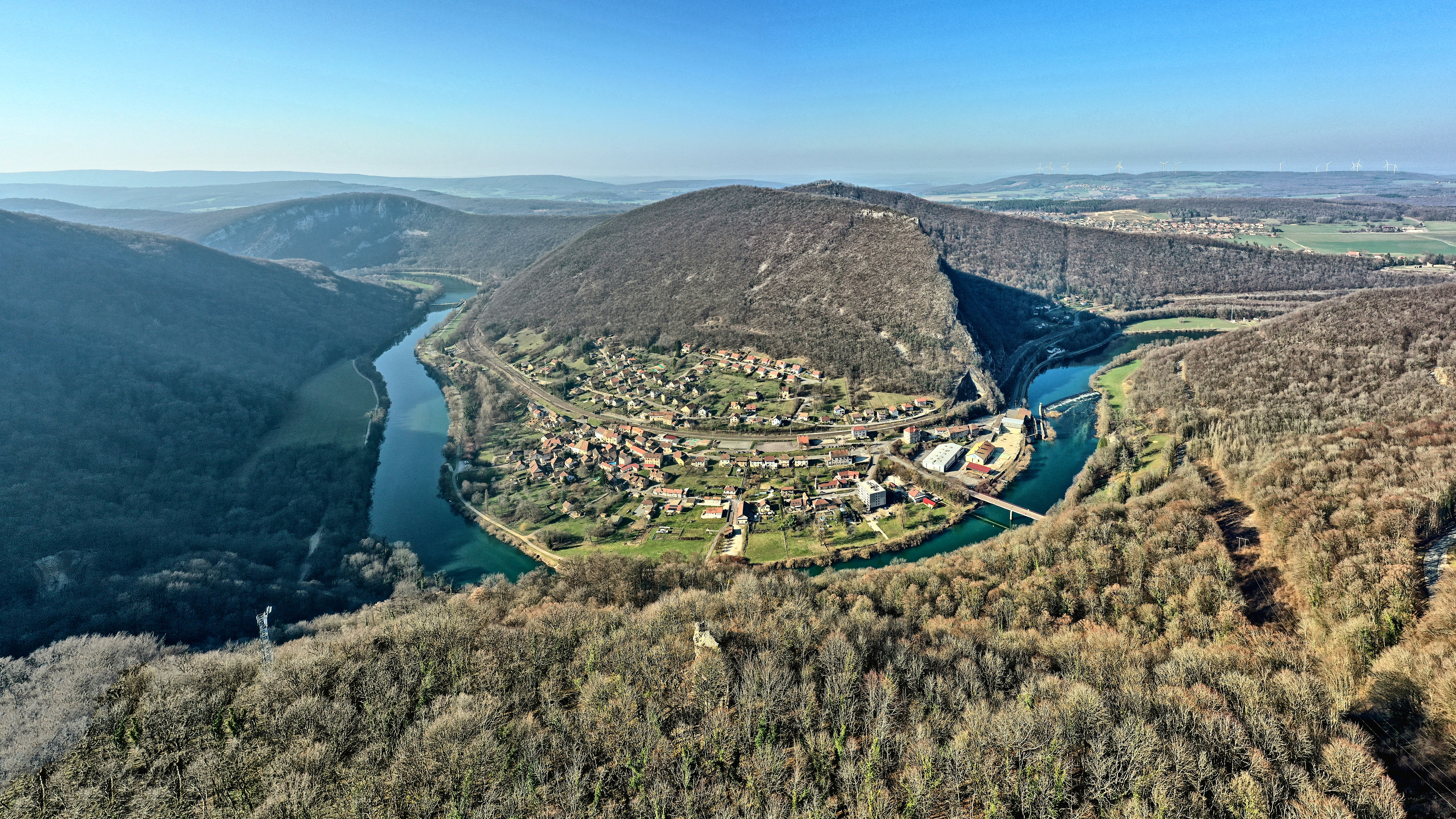
Panorama sur Laissey depuis le château de Vaite.

### Toponymie
Lacé en 1245 ; Lacey en 1263.
|       | Roulans | Ougney-Douvot |
| Deluz | Laissey |               |
|       |         | Champlive     |

### Climat
Pour des articles plus généraux, voir Climat de la Bourgogne-Franche-Comté et Climat du Doubs.
En 2010, le climat de la commune est de type climat de montagne, selon une étude du Centre national de la recherche scientifique s'appuyant sur une série de données couvrant la période 1971-2000. En 2020, Météo-France publie une typologie des climats de la France métropolitaine dans laquelle la commune est exposée à un climat semi-continental et est dans la région climatique  Jura, caractérisée par une forte pluviométrie en toutes saisons (1 000 à 1 500 mm/an), des hivers rigoureux et un ensoleillement médiocre. 
Pour la période 1971-2000, la température annuelle moyenne est de 10,4 °C, avec une amplitude thermique annuelle de 17,3 °C. Le cumul annuel moyen de précipitations est de 1 210 mm, avec 14,2 jours de précipitations en janvier et 10,2 jours en juillet. Pour la période 1991-2020, la température moyenne annuelle observée sur la station météorologique de Météo-France la plus proche, « Pouligney », sur la commune de Pouligney-Lusans à 4 km à vol d'oiseau, est de 10,9 °C et le cumul annuel moyen de précipitations est de 1 214,6 mm. 
La température maximale relevée sur cette station est de 40 °C, atteinte le 25 juillet 2019 ; la température minimale est de −23 °C, atteinte le 20 décembre 2009,,. 
Les paramètres climatiques de la commune ont été estimés pour le milieu du siècle (2041-2070) selon différents scénarios d'émission de gaz à effet de serre à partir des nouvelles projections climatiques de référence DRIAS-2020. Ils sont consultables sur un site dédié publié par Météo-France en novembre 2022.

## Urbanisme

### Typologie
Au 1er janvier 2024, Laissey est catégorisée commune rurale à habitat dispersé, selon la nouvelle grille communale de densité à 7 niveaux définie par l'Insee en 2022.
Elle est située hors unité urbaine. Par ailleurs la commune fait partie de l'aire d'attraction de Besançon, dont elle est une commune de la couronne,. Cette aire, qui regroupe 310 communes, est catégorisée dans les aires de 200 000 à moins de 700 000 habitants,.

### Occupation des sols
L'occupation des sols de la commune, telle qu'elle ressort de la base de données européenne d’occupation biophysique des sols Corine Land Cover (CLC), est marquée par l'importance des forêts et milieux semi-naturels (66,3 % en 2018), une proportion identique à celle de 1990 (66,3 %). La répartition détaillée en 2018 est la suivante : forêts (66,3 %), zones agricoles hétérogènes (19,3 %), zones urbanisées (14,4 %). L'évolution de l’occupation des sols de la commune et de ses infrastructures peut être observée sur les différentes représentations cartographiques du territoire : la carte de Cassini (XVIIIe siècle), la carte d'état-major (1820-1866) et les cartes ou photos aériennes de l'IGN pour la période actuelle (1950 à aujourd'hui).

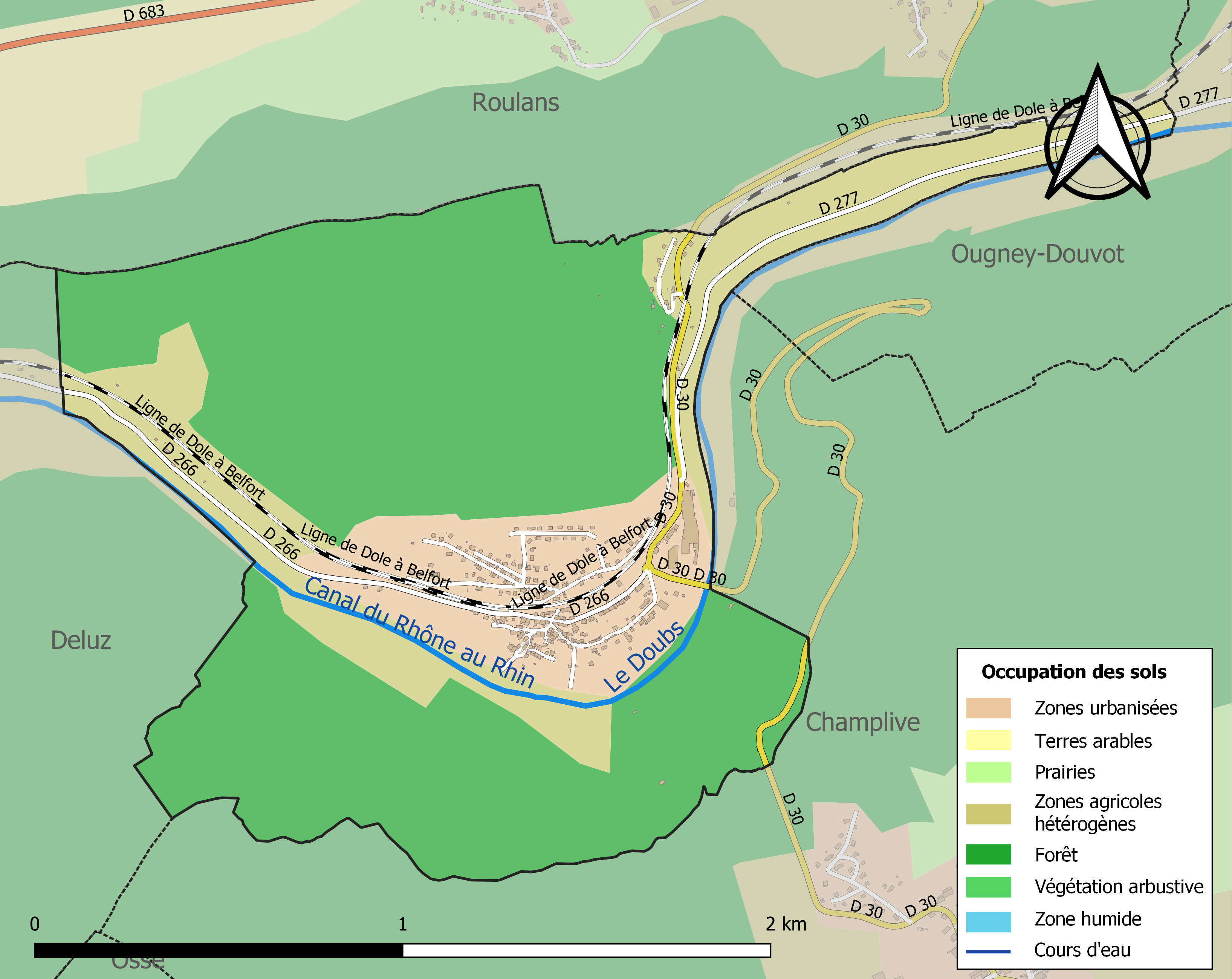
Carte des infrastructures et de l'occupation des sols de la commune en 2018 (CLC).

## Héraldique
| Blason | Blasonnement : D’argent à la paire de tenaille ouverte de sable, mantelé de gueules chargé d’un pont droit alésé à deux piles d’or. Commentaires : Créé en 2001, le blason associe trois symboles du village : - le pont suspendu qui permettait de traverser le Doubs entre 1876 et 1914 ; - les couleurs rouge et jaune du maillot de l'équipe de football (1950-1980) ; - la tenaille qui rappelle le fabricant de pinces Bost, toujours en activité. |

## Politique et administration
| Période                                  | Période                   | Identité                                          | Étiquette | Qualité            |
| ---------------------------------------- | ------------------------- | ------------------------------------------------- | --------- | ------------------ |
| 1977                                     | 1989                      | Henri Sainthillier                                |           |                    |
| 1989                                     | mars 2008                 | Yannick Dessent                                   | UMP       | Conseiller général |
| mars 2008                                | En cours (au 31 mai 2020) | Dominique Mesnier, Réélu pour le mandat 2020-2026 | Gauche    | Cadre              |
| Les données manquantes sont à compléter. |                           |                                                   |           |                    |

## Démographie
L'évolution du nombre d'habitants est connue à travers les recensements de la population effectués dans la commune depuis 1793. Pour les communes de moins de 10 000 habitants, une enquête de recensement portant sur toute la population est réalisée tous les cinq ans, les populations de référence des années intermédiaires étant quant à elles estimées par interpolation ou extrapolation. Pour la commune, le premier recensement exhaustif entrant dans le cadre du nouveau dispositif a été réalisé en 2005.

En 2022, la commune comptait 442 habitants, en évolution de +0,45 % par rapport à 2016 (Doubs : +1,88 %, France hors Mayotte : +2,11 %).
| 1793 | 1800 | 1806 | 1821 | 1831 | 1836 | 1841 | 1846 | 1851 |
| ---- | ---- | ---- | ---- | ---- | ---- | ---- | ---- | ---- |
| 110  | 173  | 178  | 185  | 183  | 161  | 153  | 168  | 188  |

| 1856 | 1861 | 1866 | 1872 | 1876 | 1881 | 1886 | 1891 | 1896 |
| ---- | ---- | ---- | ---- | ---- | ---- | ---- | ---- | ---- |
| 223  | 270  | 271  | 219  | 301  | 256  | 250  | 273  | 350  |

| 1901 | 1906 | 1911 | 1921 | 1926 | 1931 | 1936 | 1946 | 1954 |
| ---- | ---- | ---- | ---- | ---- | ---- | ---- | ---- | ---- |
| 401  | 470  | 545  | 536  | 586  | 531  | 447  | 496  | 563  |

| 1962 | 1968 | 1975 | 1982 | 1990 | 1999 | 2005 | 2006 | 2010 |
| ---- | ---- | ---- | ---- | ---- | ---- | ---- | ---- | ---- |
| 545  | 545  | 501  | 495  | 399  | 416  | 432  | 439  | 454  |

| 2015 | 2020 | 2022 | - | - | - | - | - | - |
| ---- | ---- | ---- | - | - | - | - | - | - |
| 443  | 448  | 442  | - | - | - | - | - | - |

## Lieux et monuments
- Les ruines du château de Vaite qui, situées au-dessus de la Côte de Vaite, surplombent le village et la vallée du Doubs.
- La chapelle Sainte-Antide.

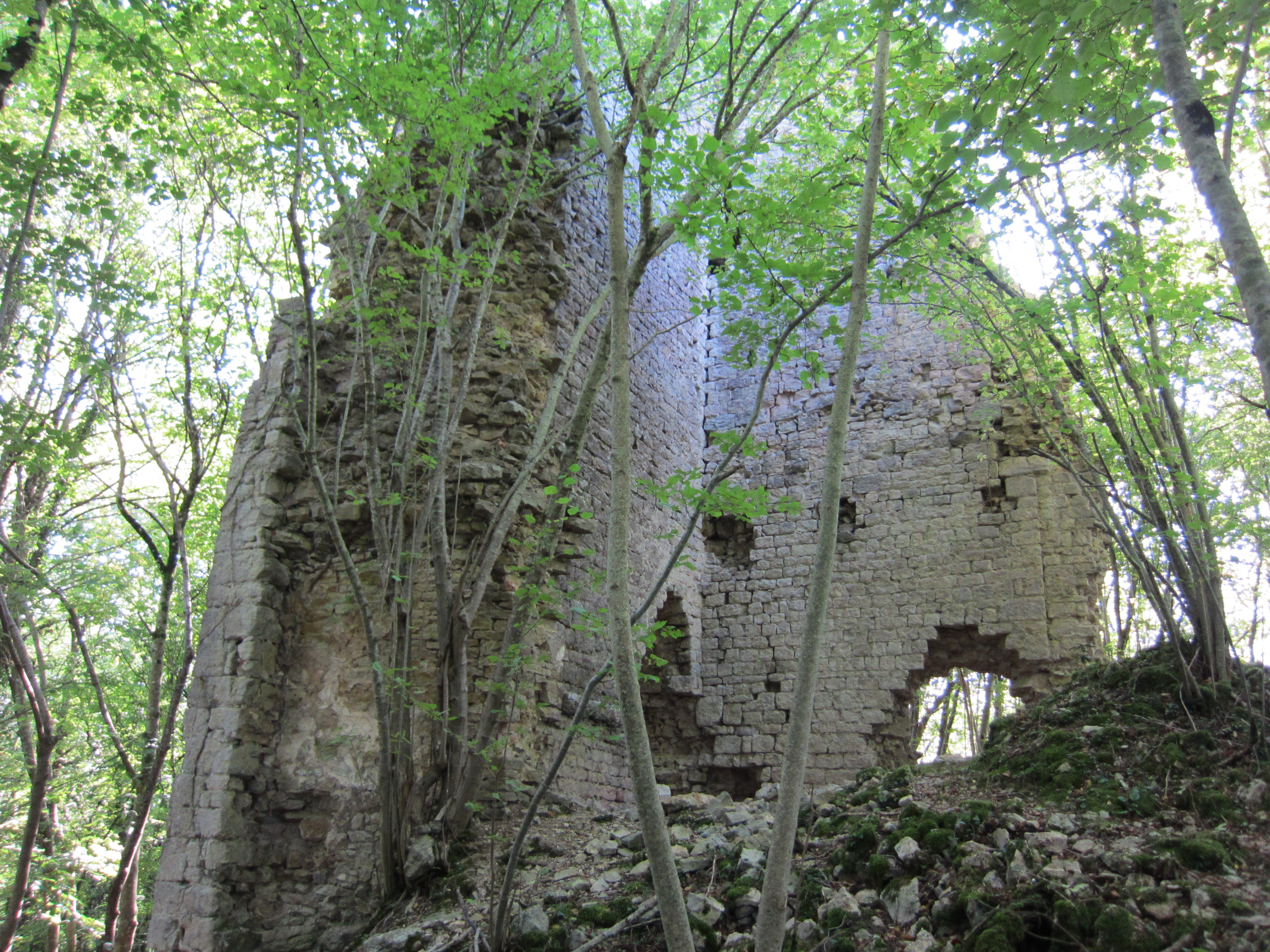
Ruines du château de Vaite.
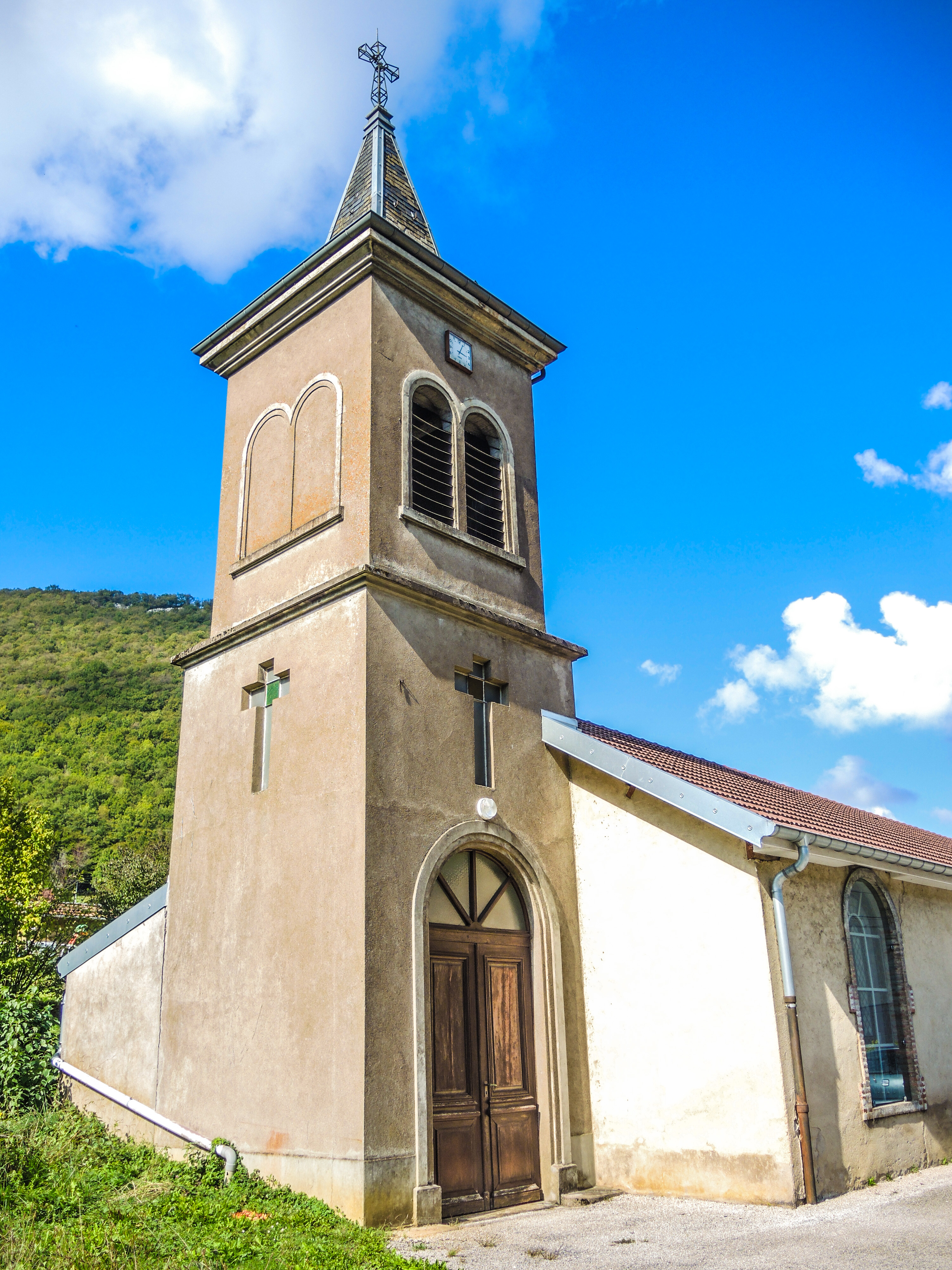
Chapelle.
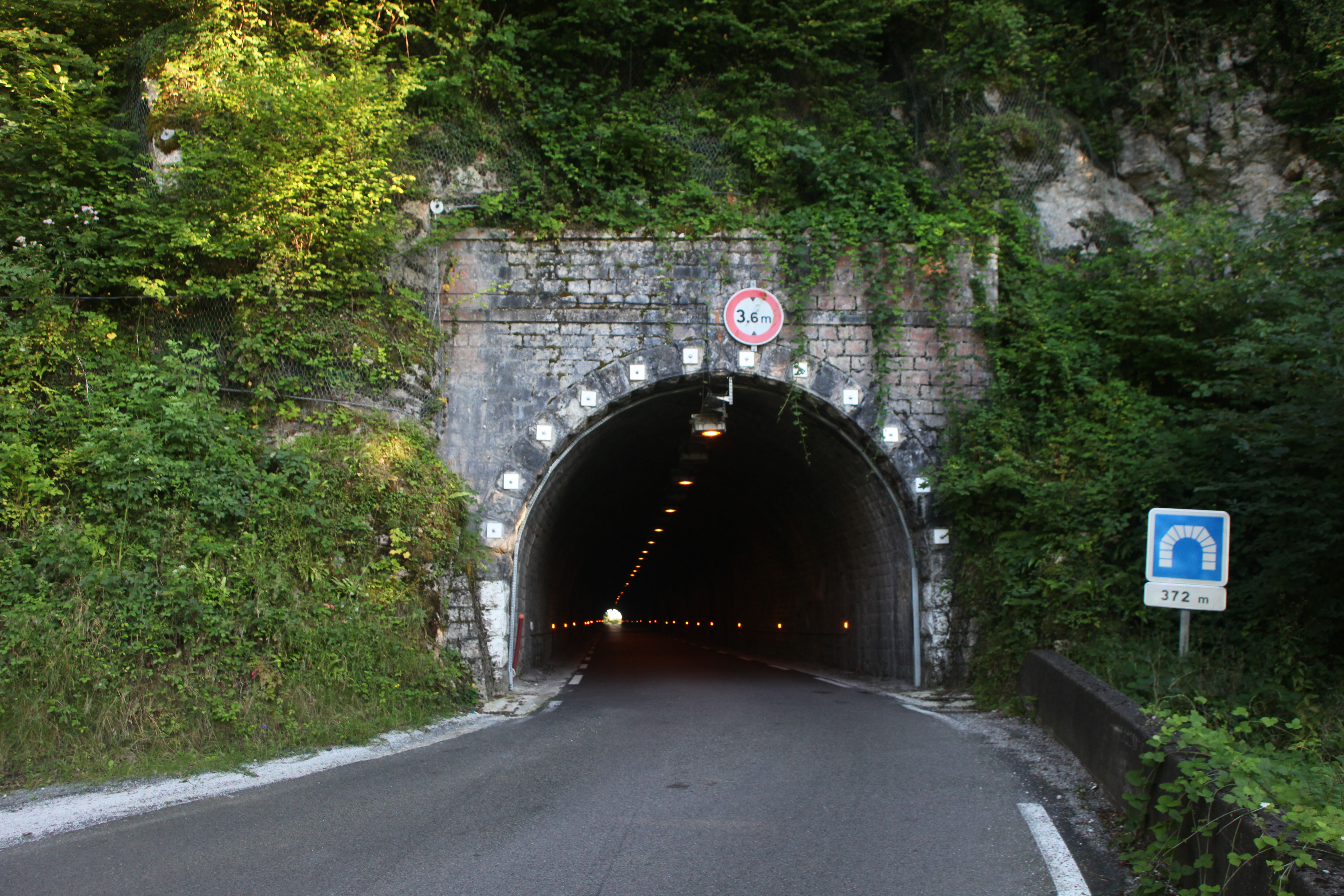
Tunnel sur la route de Champlive.
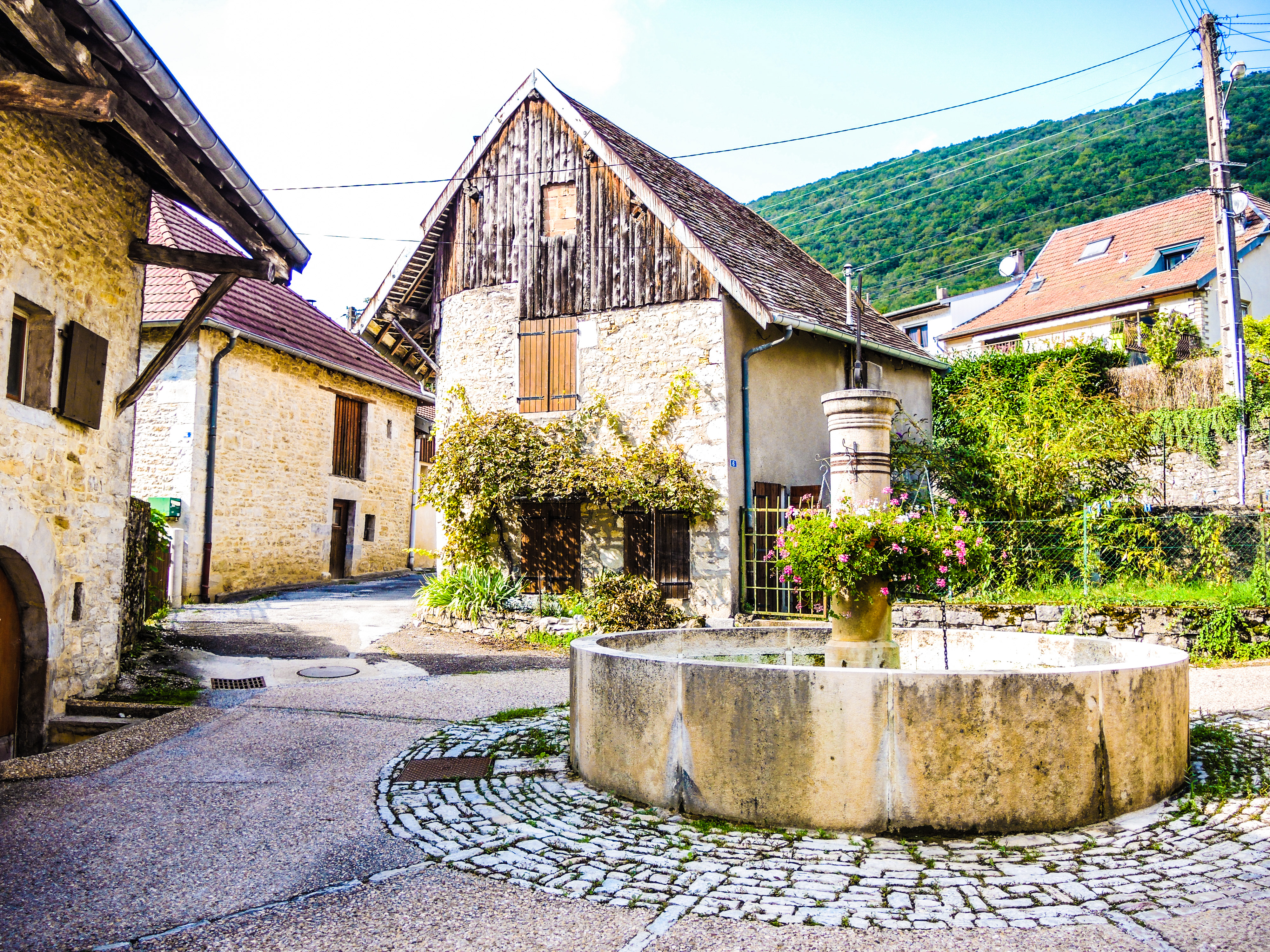
Fontaine, au centre du village.
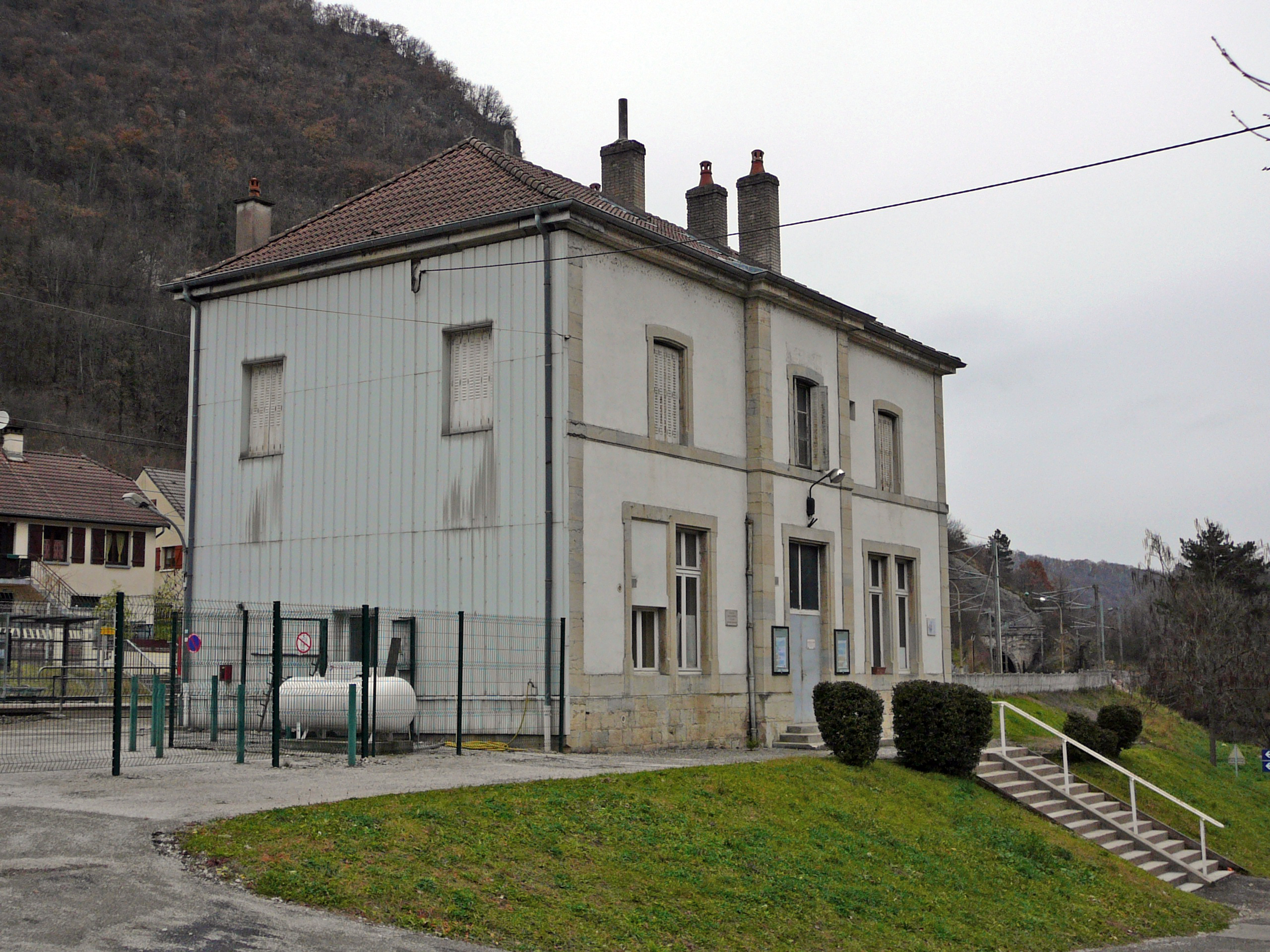
Gare.

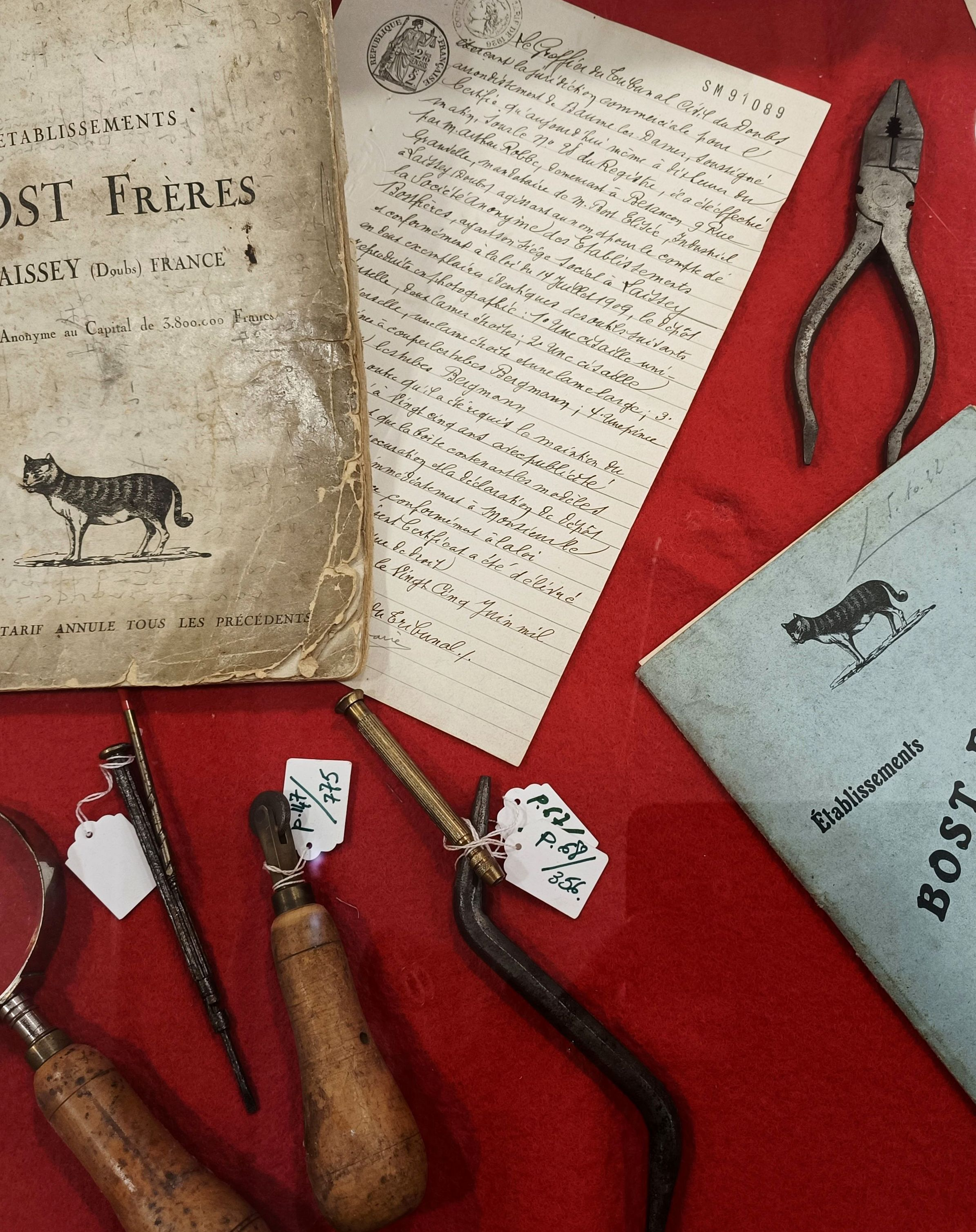
Le musée Bost et de l'Outil qui présente les métiers d'antan à travers l'histoire de l'entreprise et ses outils[21].  - Catalogue et outils de la maison Bost.
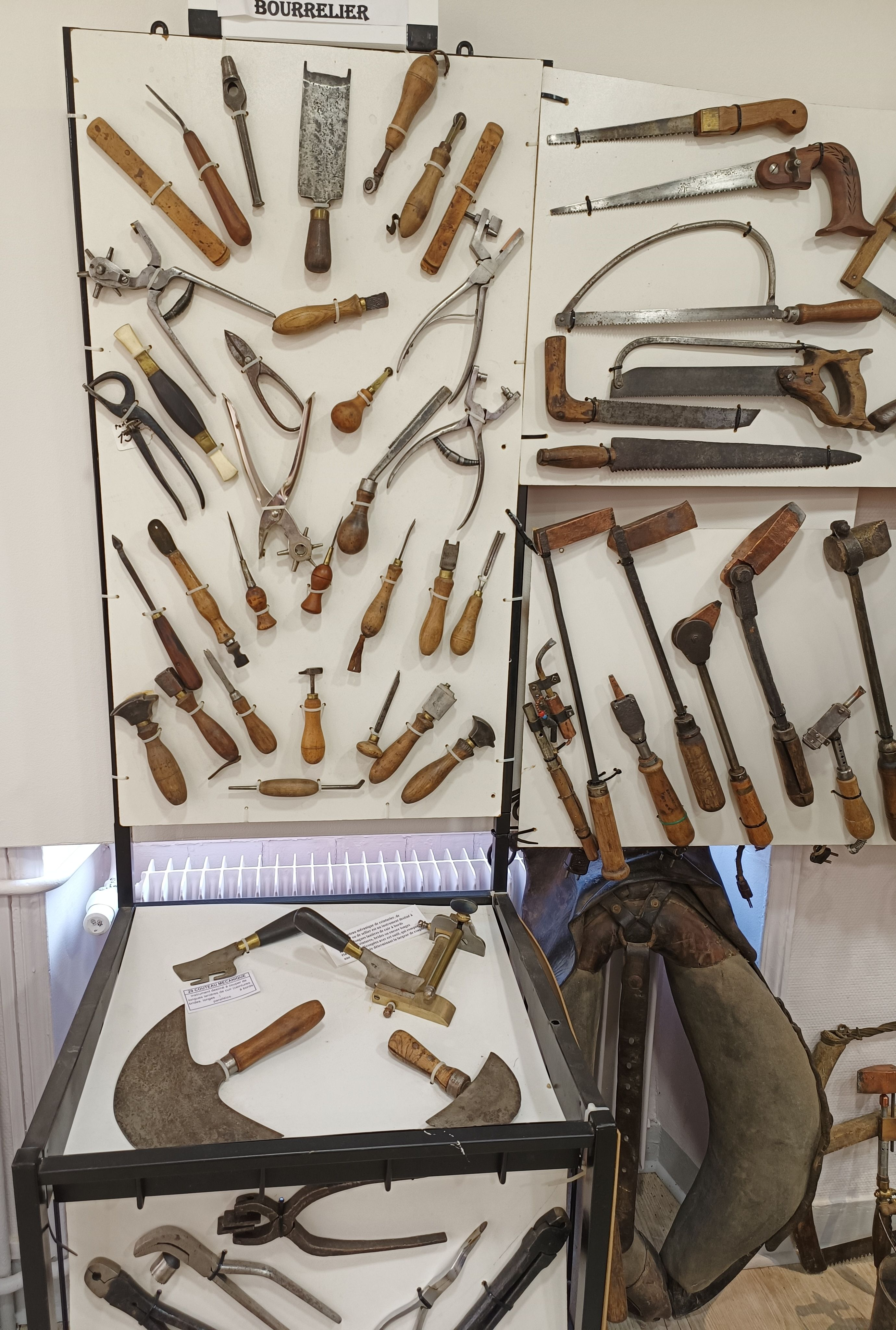
Outils du bourrelier.
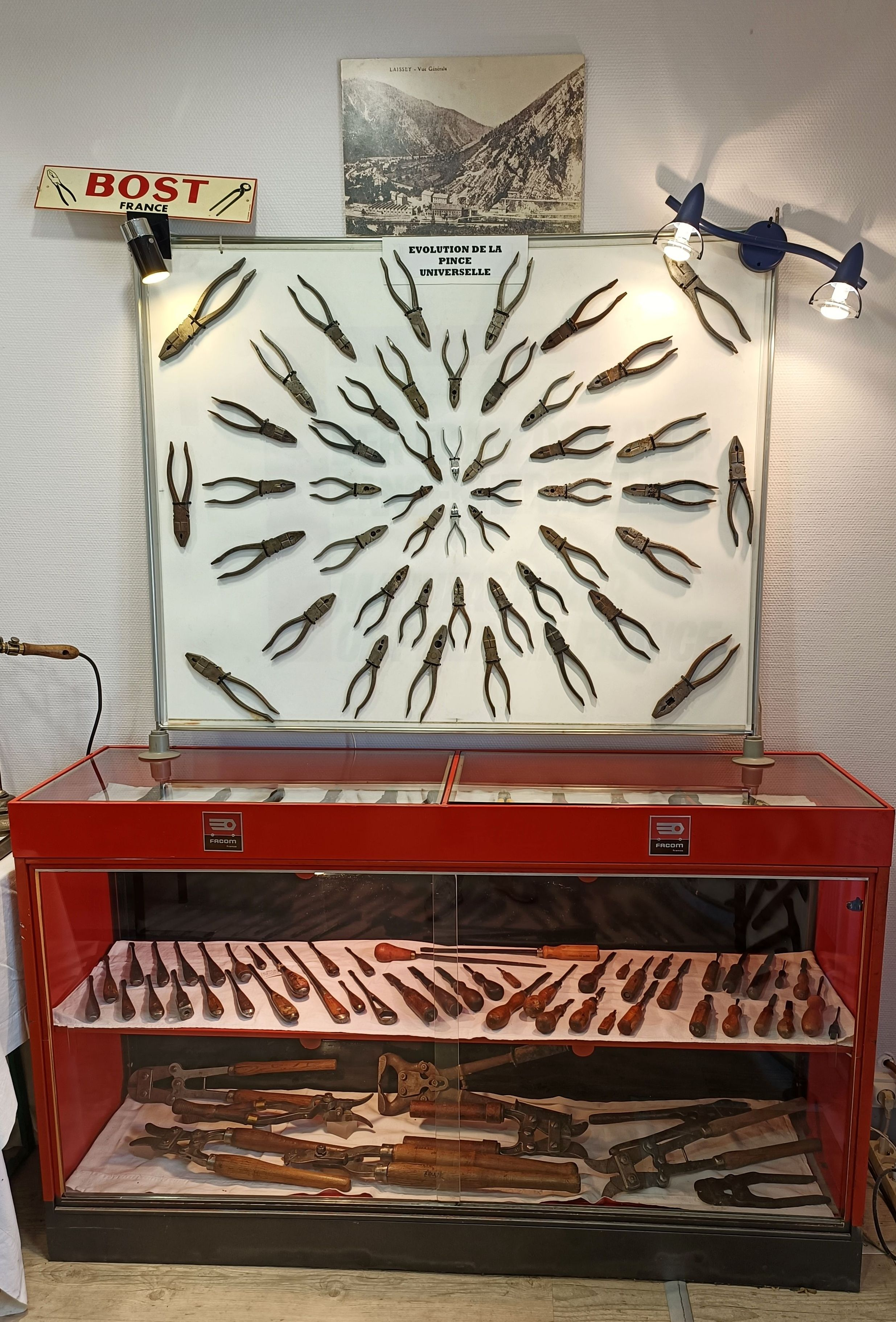
Modèles de pinces produites par la maison Bost.
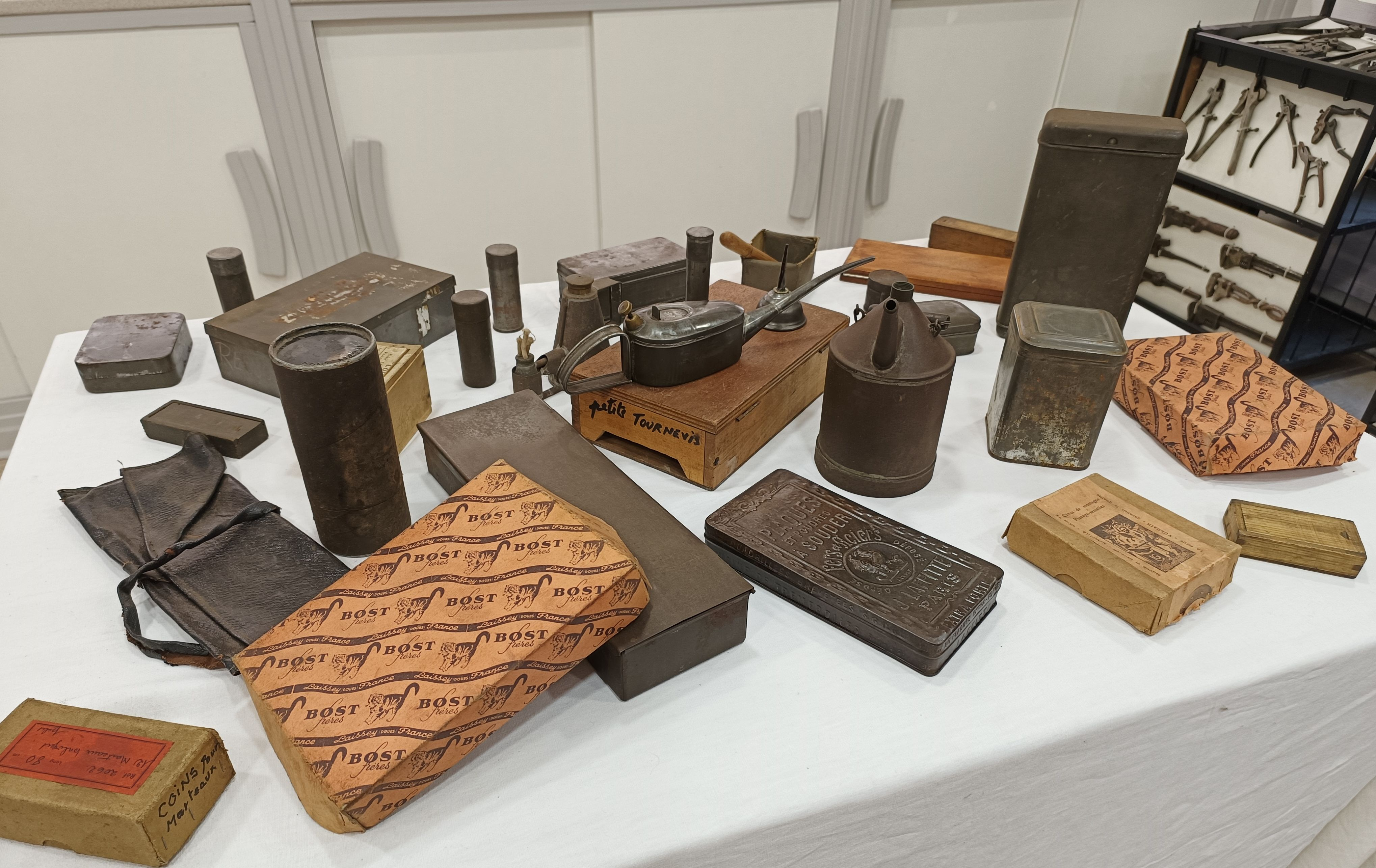
Divers produits et outils de la maison Bost.
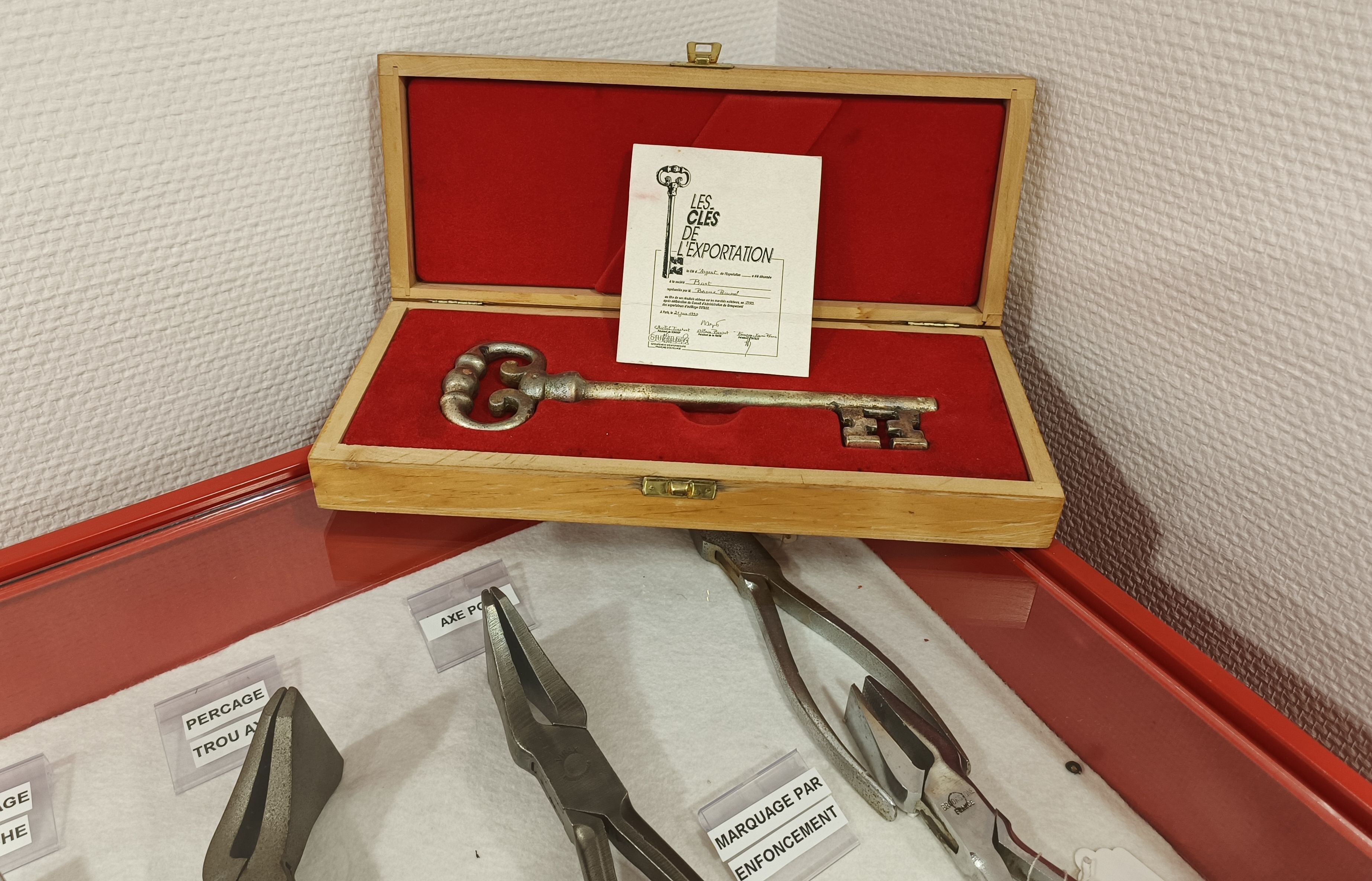
Clé de l'exportation obtenue par la maison Bost en 1990.
  - Outils du bourrelier.
  - Modèles de pinces produites par la maison Bost.
  - Divers produits et outils de la maison Bost.
  - Clé de l'exportation obtenue par la maison Bost en 1990.
- Le tunnel routier de la D 30, long de 370 m, qui passe sous la côte de Vaite. Situé à mi pente après une longue montée à flanc de colline depuis le village et le passage d'un premier petit tunnel, il permet de rejoindre le village de Champlive.

- La vallée du Doubs avec le barrage de l'usine, l'écluse et le pont.
- Le belvédère de la Croix de Souvance (548 m d'altitude).
- La cascade du Rougnon[22] : depuis 1850, un canal souterrain venant de Champlive détourne une partie des eaux du ruisseau du Gour pour éviter les inondations des villages de Champlive et Dammartin-les-Templiers lors de fortes pluies. La sortie, côté Laissey, est située à 130m au-dessus du Doubs ce qui crée plusieurs cascades dont la dernière appelée cascade du Rougnon.

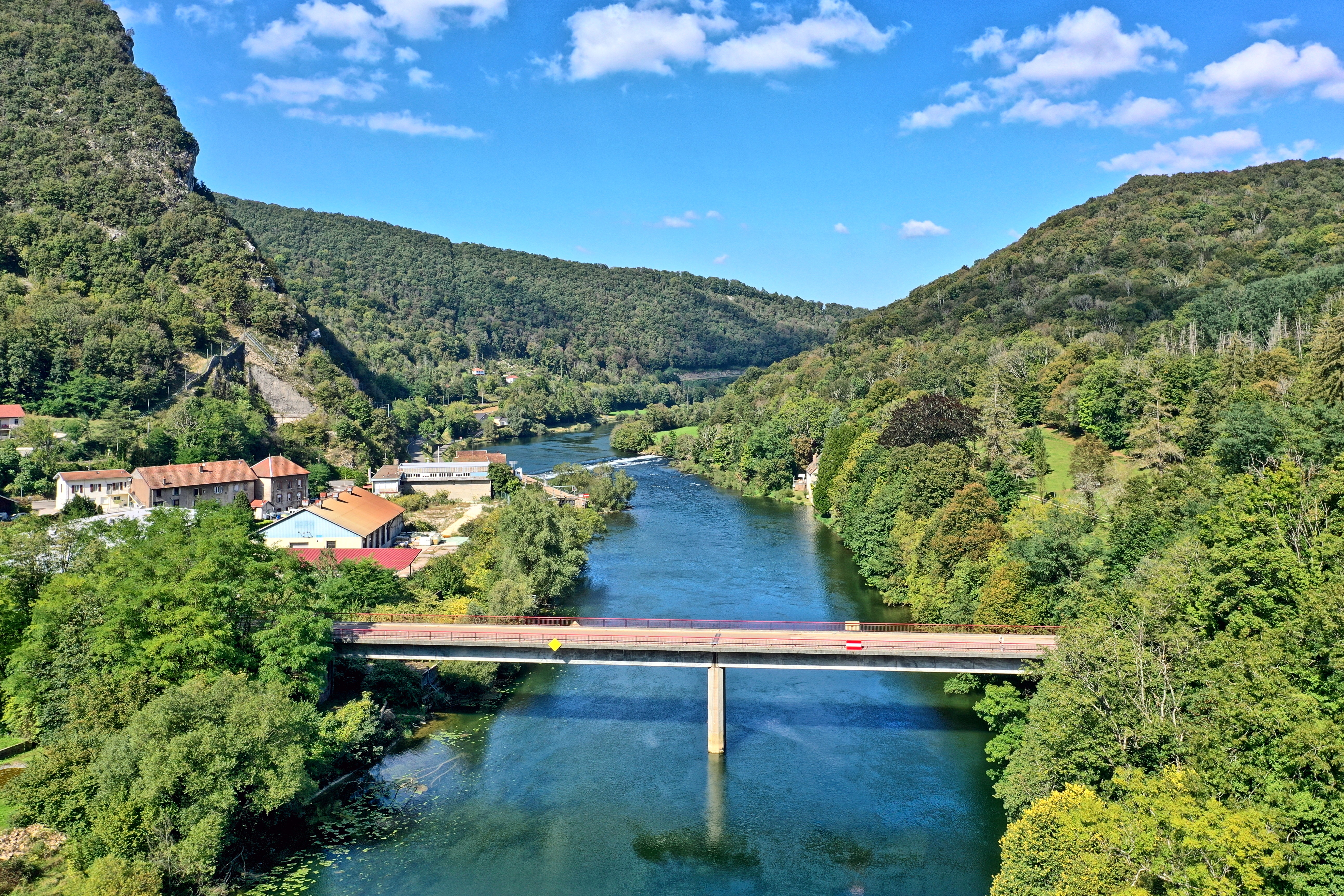
Pont sur le Doubs.
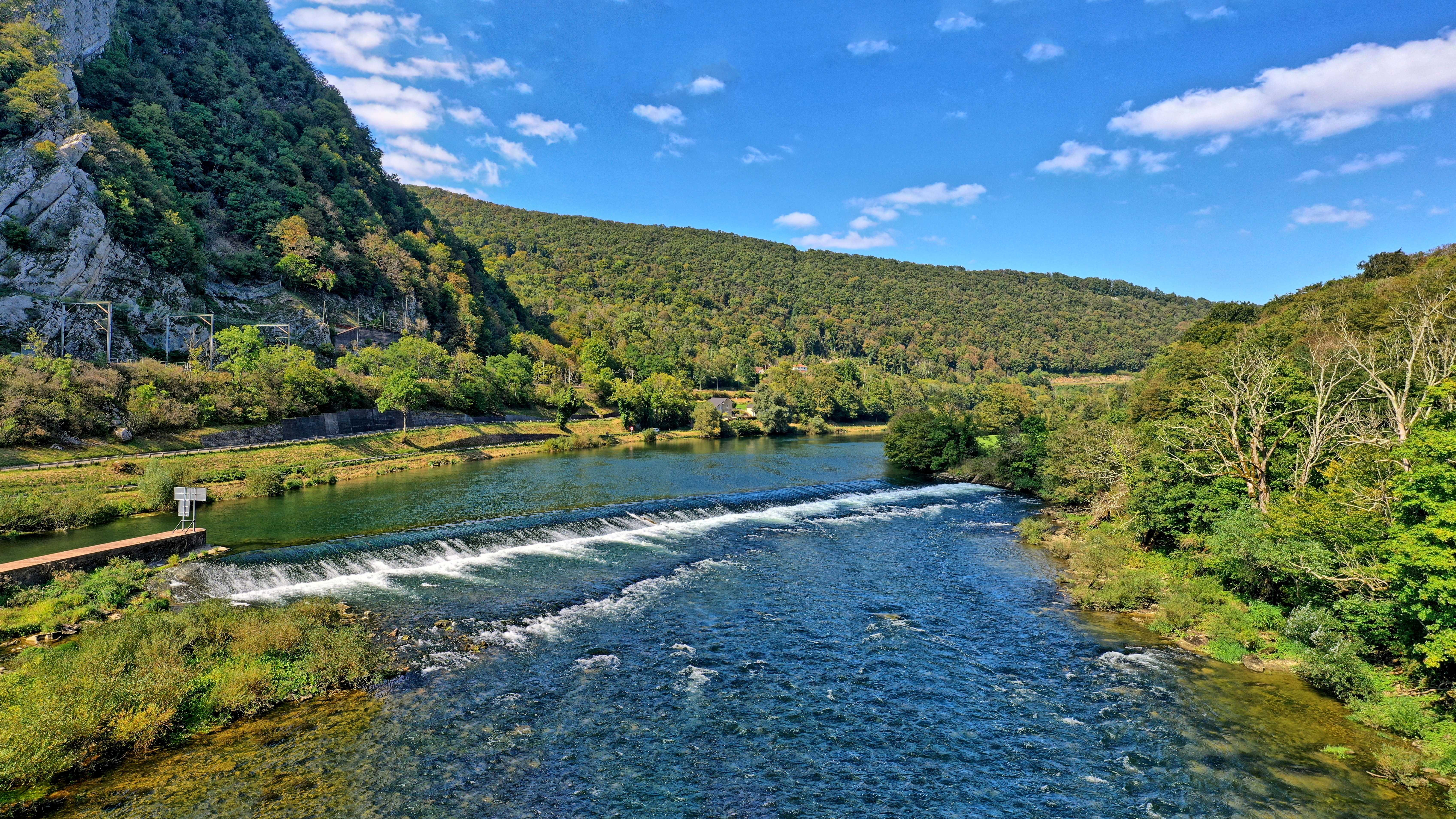
Barrage de l'usine.
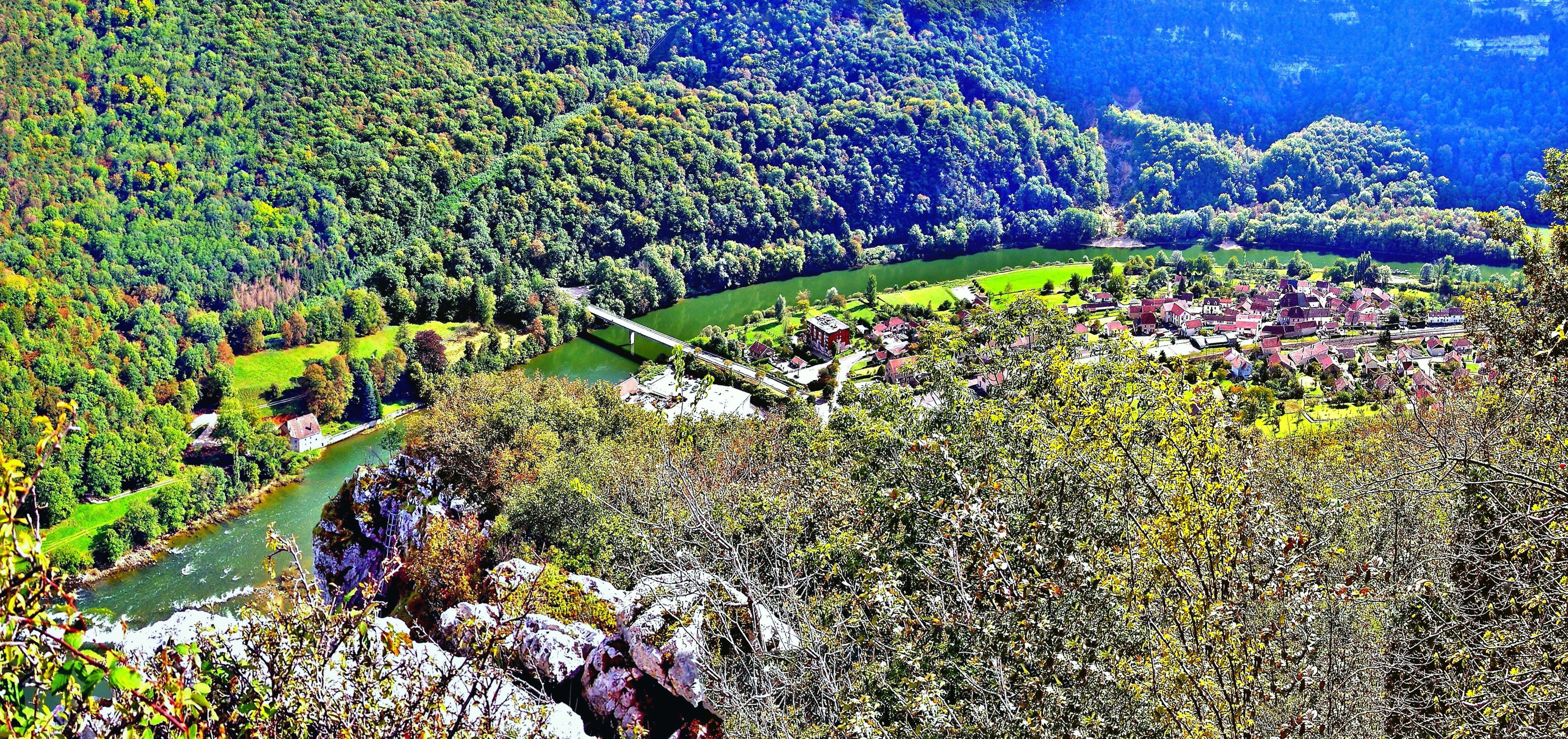
Panorama depuis le belvédère de la Croix de Souvance.
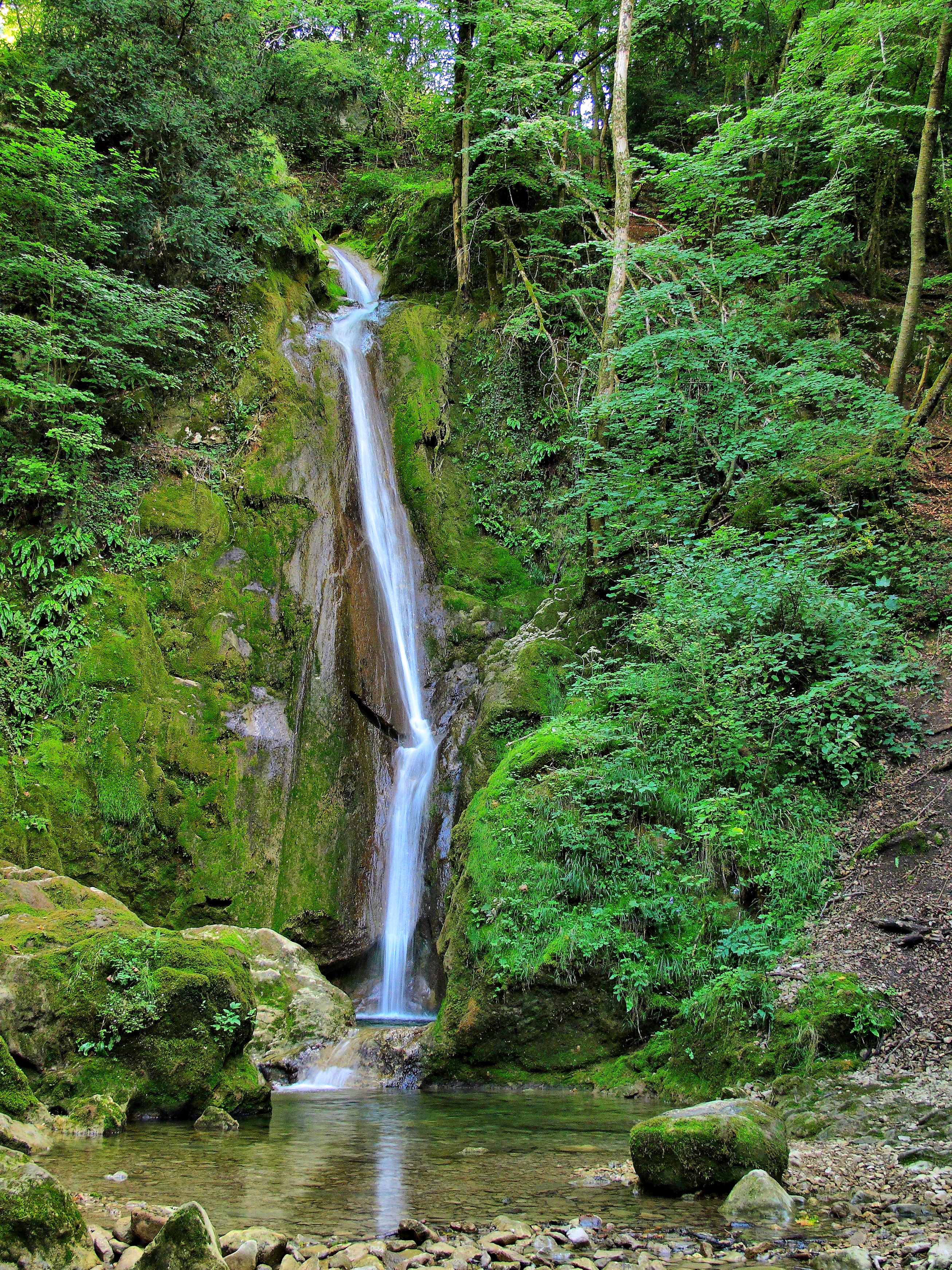
Cascade du Rognon.

## Personnalités liées à la commune
Les deux célébrités de Laissey sont :
- l'écrivain et historien Gaston Roupnel, né à Laissey le 23 septembre 1871 et mort à Gevrey-Chambertin le 14 mai 1946. En 1910, il rata le Prix Goncourt d'une voix pour son roman Nono face au De goupil à Margot de Louis Pergaud.
- l'as français de la Seconde Guerre mondiale Pierre Boillot, né à Laissey le 22 juin 1918 et mort le 6 septembre 1994.